# Raznorotka
Raznorotka (lat. Marsilea), biljni rod iz reda Papratnica. Postoji pedeset vrsta i jedan hibrid koje rastu cpo Europi, Aziji i Sjevernoj Americi, od kojih četverolisna raznorotka (M. quadrifolia) raste i u Hrvatskoj, poglavito u poplavnim područjima rijeka Save i Drave.
Ime roda dolazi po talijanskom botaničaru imena Luigi Ferdinando Marsili.
Listovi četverolisne raznorotke nalik su onima kod djeteline, ali ih ima četiri, a i stabljika može biti duga do 100 cm.

## Vrste
1. Marsilea aegyptiaca Willd.
2. Marsilea aethiopica Launert
3. Marsilea ancylopoda A. Braun
4. Marsilea angustifolia R. Br.
5. Marsilea apposita Launert
6. Marsilea azorica Launert & Paiva
7. Marsilea batardae Launert
8. Marsilea berhautii Tardieu
9. Marsilea botryocarpa Ballard
10. Marsilea burchellii (Kunze) A. Braun
11. Marsilea capensis A. Braun
12. Marsilea coromandelina Willd.
13. Marsilea costulifera D. L. Jones
14. Marsilea crenata C. Presl
15. Marsilea crotophora D. M. Johnson
16. Marsilea cryptocarpa Albr. & Chinnock
17. Marsilea deflexa A. Braun
18. Marsilea distorta A. Braun
19. Marsilea drummondii A. Braun
20. Marsilea ephippiocarpa Alston
21. Marsilea exarata A. Braun
22. Marsilea fadeniana Launert
23. Marsilea farinosa Launert
24. Marsilea fenestrata Launert
25. Marsilea gibba A. Braun
26. Marsilea globulosa Bouchart
27. Marsilea hirsuta R. Br.
28. Marsilea latzii D. L. Jones
29. Marsilea macrocarpa C. Presl
30. Marsilea macropoda Engelm. ex A. Braun
31. Marsilea megalomanica Launert
32. Marsilea minuta L.
33. Marsilea mollis B. L. Rob. & Fernald
34. Marsilea mutica Mett.
35. Marsilea nashii Underw.
36. Marsilea nubica A. Braun
37. Marsilea oligospora Goodd.
38. Marsilea owambo Doweld
39. Marsilea polycarpa Hook. & Grev.
40. Marsilea pyriformis Bouchart
41. Marsilea quadrata A. Braun
42. Marsilea quadrifolia L.
43. Marsilea scalaripes D. M. Johnson
44. Marsilea schelpeana Launert
45. Marsilea strigosa Willd.
46. Marsilea subterranea Lepr.
47. Marsilea unicornis Launert
48. Marsilea vestita Hook. & Grev.
49. Marsilea villifolia Bremek. & Oberm. ex Alston & Schelpe
50. Marsilea villosa Kaulf.
51. Marsilea × subangulata A. Braun

## Vanjske poveznice
|  | Zajednički poslužitelj ima još gradiva o temi Marsilea |
|  | Wikivrste imaju podatke o taksonu Marsilea             |